# Omar El Turk
Omar El Turk, né le 30 septembre 1981, est un joueur libanais de basket-ball. Il évolue au poste d'arrière.

## Palmarès
- Finaliste du championnat d'Asie 2005, 2007